# ちーすい丸
『ちーすい丸』（Chi-Sui Maru）とは、日本テレビで放送されたテレビアニメである。2010年2月6日放送開始。関東ローカル。
2010年11月25日第41話「風邪」を以って一旦終了した（作者自身はTwitterにおいて「第1シーズン終了」とし、再開の希望を表明していた）が、2011年1月15日より第2期（2ndシーズン）が放送された。
2011年9月24日の第75話を以て終了した。

## 概要
『やわらか戦車』を手掛けたラレコによる作品。放送とwebメディアとの連携したキャラクタービジネスを目指し、日本テレビとファンワークスが共同して展開する。
地上波放送終了後に、日本テレビのビデオ・オン・デマンドサービス第2日本テレビでアニメ本編を無料配信するほか、ケータイサイト・Twitterを利用したサービスも行われている。
番組内ではアニメに引き続き、来週の日本テレビのおすすめ番組が紹介される。

## あらすじ
ちーすい丸はノブオの血が大好物。血液を求めて奮闘するちーすい丸と吸われまいと逃げるノブオの攻防を描くが、最終的にはノブオがちーすい丸に血を吸われる。

## キャラクター
ちーすい丸
オスの蚊。おいしい血のためならどんな障害も乗り越える。ノブオの血液が大好物。
キーボードを跳ねまわり「吸ってもよござんすか？」とノブオにメッセージを伝えたり、ノブオの家に入るためにチェーンソーを駆使したり、釘をやすやすと真っ直ぐに打って見せるなど、その知能・パワーは蚊とは思えないほど高い。ハリセンを常備しており、武器として用いる。これでUFOの大軍をことごとくたたき落としたことがあるなど、戦闘能力は人間をも凌駕する。また、自分に迫る銃弾をナプキンで拭いた後に銃弾から何かを吸う（血と思われる）などという曲芸じみたことも簡単にやってのける（マシンガンを撃たれた時も、臆面もなく銃弾をさばいていた）し、UFOのビームをことごとく回避したりもしている。
煙や、殺虫スプレーを吸った場合は、防毒マスクを装備する。
ノブオの血を吸った後には患部にかゆみ止めを塗ってあげている場面もある。
なお、吸った血を他の人間に注入する能力もある。
ニンニクが苦手。
熱湯を掛けると膨張する。
ノブオ
オスの人間。おいしい血の供給源であるため、ちーすい丸につきまとわれている。どんな障害も乗り越える。
なにかにつけて血を吸われ、真っ白になって「カラン」という音と共に倒れるなど散々な目に逢っているが、いつも何事もなかったかのようにあっさりと復活する意外とタフな男。ちーすい丸をつぶそうとしては逆にハリセンで叩かれる。ちょっと禿げ気味。
実はちーすい丸のことが放っておけない。布団をかけてやったり風邪を引いたときに看病してやったりしている。
日曜大工には不慣れ。
チッチ
メスの蚊。ちーすい丸のガールフレンドで、ピンク色の体。
救急カー
蚊達が乗る小さな救急車。吸血機能付きで飛行能力も持つ。劇中ではちーすい丸が運転している。
ノブオの血を吸って、救急患者に注入し回復させる。
パトカー
蚊達が乗る小さなパトカー。吸血機能付きで飛行能力も有する。同じくちーすい丸が運転している。
モノ・リスカ
大型でとてつもなく重い蚊。その重量故に飛ぶことができず、ズシンズシンと少し跳んでは着地することを繰り返して移動する。据え置き型の蚊とも。
地面から何かを吸い上げている。
ちーすい丸達によって持ち上げられ、ノブオの頭の上に落とされ、ノブオの血を吸い上げる。
重しにすると便利らしい。
ノミックス
ちーすい丸のライバルのノミ。ピョンピョンと跳ねることができる。
ヘリコプカ
他の蚊たちを運ぶ乗り物型の蚊。
カバシラ
プロペラの付いたミニ型の蚊。群れて移動する。
スズメルノ
血を吸うスズメ。
スズメに憧れている蚊との噂もある。
綺麗好きでもある。
これら以外にも公式に名前は無いが、コンビニエンスストアのビニール袋のような蚊・額が広い老人のような蚊・電車のような蚊が登場する。

### 特別出演キャラクター
小熊美香（日テレアナウンサー）
特別編第1話「小熊アナの悲劇」に登場。
「小熊のベア部屋」収録中にちーすい丸が出現し、小熊アナの周りを飛び回る。何とか追い払おうとするも、愛くるしい表情に油断した隙を狙われ、結局は血を吸い取られてしまう。
地デジカ
第27話「地デジ蚊」に登場。
ちーすい丸オープニング中に突然ノブオのテレビが故障。慌てるノブオの元へ地デジカから角を受け取ったちーすい丸改め「地デジ蚊」が現れ、ノブオの血を吸い取った後、角をノブオに突き刺す。2011年7月24日に地上デジタル放送への完全移行（アナログ放送終了）PRを兼ねた作品である。
間寛平
第42話「宿命の対決」の最後に登場。
マラソン中の寛平の前にちーすい丸が現れ、血を狙う。寛平も自身のギャグ「血ぃ吸うたろか」で応戦するも、結局は血を吸い取られてしまう。
寛平もギャグの部分で声を充てているが、公式Twitterによれば、現地で撮影したものの音声を使用している。
アースマラソンのPRを兼ねた作品である。

## スタッフ
- 制作協力 - AX-ON
- 製作著作 - 日本テレビ

## 放送時間
| 期間       | 期間       | 放送時間                              |
| ---------- | ---------- | ------------------------------------- |
| 2010年2月  | 2010年3月  | 土曜日22時54分 - 23時00分             |
| 2010年4月  | 2010年6月  | 日曜日13時15分 - 13時20分             |
| 2010年7月  | 2010年10月 | 金曜日22時54分 - 23時00分             |
| 2010年11月 | 2010年11月 | 金曜日（木曜日深夜）1時48分 - 1時53分 |
| 2010年12月 | 2010年12月 | （休止）                              |
| 2011年1月  | 2011年2月  | 土曜日21時54分 - 22時00分             |
| 2011年3月  | 2011年3月  | 土曜日22時54分 - 23時00分             |
| 2011年4月  | 2011年9月  | 土曜日11時55分 - 12時00分             |

- 一時期、火曜・木曜・土曜深夜にランダムで再放送されていた。